# Miao Wei

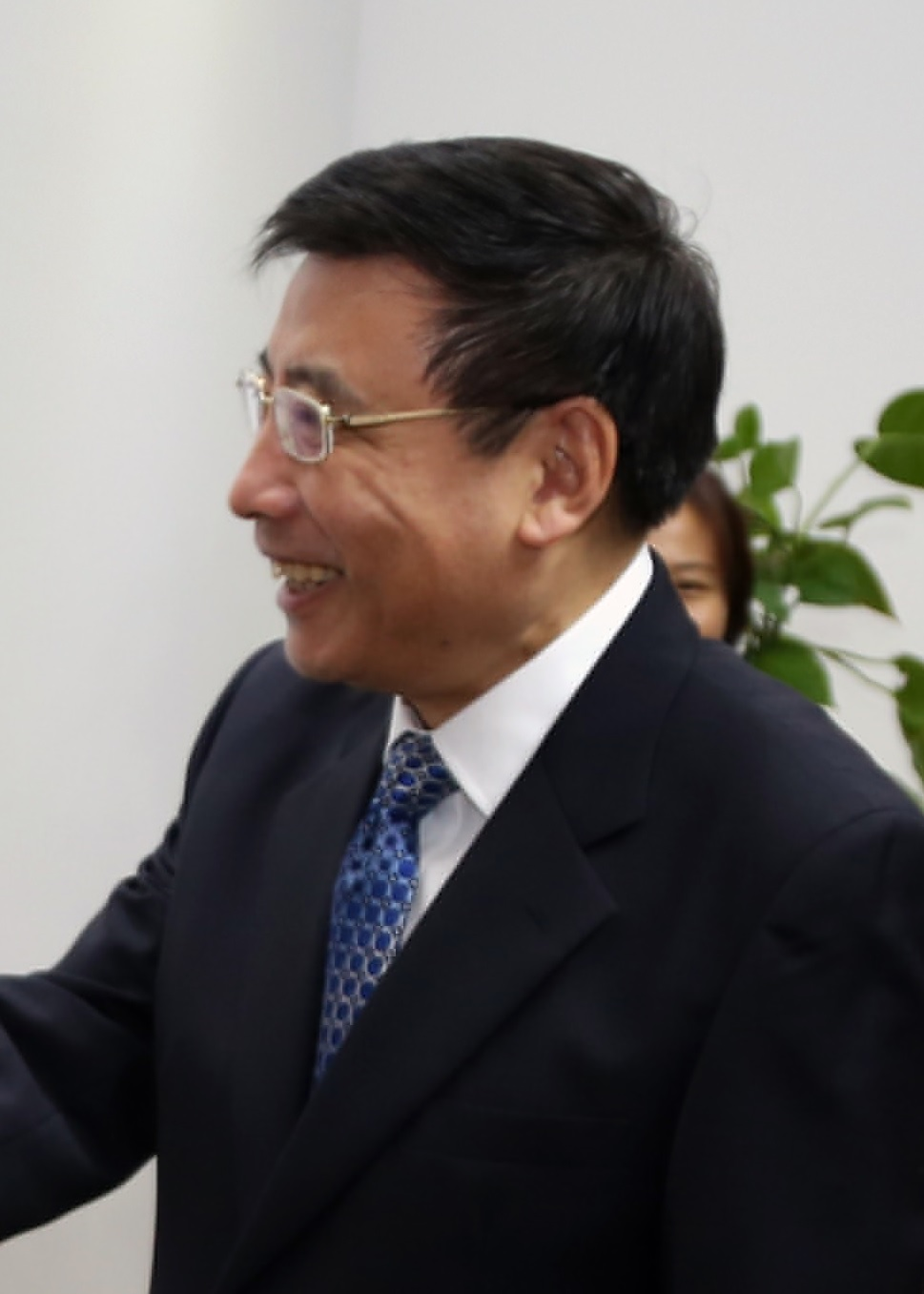
Miao Wei

Miao Wei (chinesisch 苗圩; * Mai 1955 in Changli, Qinhuangdao, Provinz Hebei) ist ein Wirtschaftsmanager und Politiker der Kommunistischen Partei Chinas (KPCh) in der Volksrepublik China. Unter anderem war er zwischen 1999 und 2005 Generaldirektor der Dongfeng Motor Corporation und von 2005 bis 2008 Sekretär des Parteikomitees der KPCh der Stadt Wuhan. 2010 wurde er Minister für Industrie und Informationstechnik. Im August 2020 ernannte der Ständige Ausschuss des Nationalen Volkskongresses Xiao Yaqing zu seinem Nachfolger.

## Leben

### Studium, berufliche Laufbahn und Generaldirektor vonDongfeng Motor
Miao Wei, der zur Volksgruppe der Han gehört, besuchte von 1972 bis 1974 die 8. Oberschule in Hefei und nahm als Angehöriger der Jungen Garde von 1974 bis 1976 in Feixi in der Provinz Anhui an der Kulturrevolution teil. Er begann seine berufliche Laufbahn 1974 und absolvierte zwischen 1978 und 1982 ein Studium an der Fakultät für Verbrennungsmotoren der Technischen Universität Hefei. Im September 1984 wurde er Mitglied der Kommunistischen Partei Chinas (KPCh). Im Anschluss wurde er 1985 Mitarbeiter der Chinesischen Nationalen Gesellschaft für die Automobilindustrie und war zwischen 1985 und 1989 stellvertretender Leiter der Verkaufsabteilung sowie von 1989 bis 1993 stellvertretender Generaldirektor der Abteilung Produktion. Danach fungierte er zwischen 1993 und 1995 als stellvertretender Direktor der Abteilung Automobile des Ersten Ministeriums der Maschinenbauindustrie und absolvierte daraufhin von 1995 bis 1998 ein Studium an der Zentralen Parteihochschule der Kommunistischen Partei Chinas.
Zugleich war Miao Wei von 1995 bis 1997 stellvertretender Chefingenieur von Dongfeng Motor, einem zentral verwalteten Unternehmen im Fahrzeugbau, und anschließend zwischen 1997 und 2001 Sekretär des Parteikomitees der KPCh dieses Unternehmens. Daraufhin fungierte er zwischen Februar 1999 und Mai 2005 als Generaldirektor von Dongfeng Motor sowie zugleich von 2001 bis 2005 als stellvertretender Sekretär des Parteikomitees der KPCh dieses Unternehmens. Im September 1999 übertrug die Zentralregierung Miao die staatseigene Dongfeng Motor Corporation, um eine wirtschaftliche Kehrtwende einzuleiten. Damals hatte Dongfeng Motor als zweitgrößter Automobilkonzern Chinas 120.000 Mitarbeiter und verlor 1998 über 500 Millionen Renminbi. Miao führte radikale Reformen durch, übernahm westliche Managementmethoden und ging Allianzen mit den ausländischen Autoherstellern Nissan und PST Peugeot Citroën ein. Das Unternehmen erzielte innerhalb von zwei Jahren einen Gewinn, und bis 2003 hatte sich sein Gewinn auf 6,1 Milliarden Renminbi erhöht. 2004 nannte The Business Week Miao Wei „Star of Asia“, der „Dongfeng von einem fast bankrotten Hersteller von Militärlastwagen in einen profitablen Hersteller von Lastkraftwagen und Personenkraftwagen verwandelt hatte“.

### Parteichef von Wuhan und Minister für Industrie und Informationstechnik
Er nahm als Delegierter am XVI. Parteitag 2002 teil und wurde 2003 Delegierter des Nationalen Volkskongresses, dem er zehn Jahre lang bis 2013 angehörte. Er war ferner zwischen 2003 und 2005 Mitglied des Parteikomitees der KPCh der Provinz Hubei sowie ferner zwischen Mai 2005 und März 2008 Sekretär des Parteikomitees der KPCh der Stadt Wuhan. Zusätzlich gehörte er von 2005 bis 2008 dem Ständigen Ausschuss des Parteikomitees der KPCh der Provinz Hubei als Mitglied an und fungierte ferner zwischen 2007 und 2008 als Vorsitzender des Volkskongresses der Stadt Wuhan.
Er nahm als Delegierter am XVII. Parteitag 2007 teil und wurde dort zum Kandidaten des Zentralkomitee der Kommunistischen Partei Chinas (ZK der KPCh). Im März 2008 wurde Miao Wei Vize-Minister für Industrie und Informationstechnik und war als solcher zugleich von 2008 bis 2010 auch stellvertretender Sekretär der Parteiführungsgruppe der KPCh dieses Ministeriums. Als Nachfolger von Li Yizhong übernahm er am 25. Dezember 2010 den Posten als Minister für Industrie und Informationstechnik im Staatsrat der Volksrepublik China und wurde als solcher 2013 sowie zuletzt am 19. März 2018 vom Nationalen Volkskongress bestätigt. Seit 2010 ist er zudem auch Sekretär der Parteiführungsgruppe der KPCh dieses Ministeriums. Als Minister für Industrie und Informationstechnik gehört er zu den maßgeblich führenden Wirtschaftspolitikern Chinas. Auf dem XVIII. Parteitag 2012 wurde er zum Mitglied des ZK der KPCh gewählt und gehört diesem Gremium seither an. Des Weiteren ist er seit 2015 stellvertretender Direktor der Nationalen Führungsgruppe für den Ausbau der Machtstellung Chinas als produzierendes Land. Im Oktober 2016 gab es wirtschaftspolitische Differenzen zwischen Deutschland und der Volksrepublik China aufgrund von Plänen, dass Autobauer nach einem Zeitplan einen bestimmten Anteil an E-Autos in China bauen müssen, und ansonsten Minuspunkte ansammeln. Zum Ausgleich müssten sie Pluspunkte von chinesischen Konkurrenten kaufen – und würden über solche Strafzahlungen ihre lokalen Wettbewerber sogar mitfinanzieren. Ein Brief mit einer Bitte um Aufklärung, den der Botschafter in China Michael Clauß im Sommer 2016 an Miao Wei geschickt hat, blieb bis Oktober unbeantwortet, so dass die ausbleibende Reaktion die große deutsche Sorge bestätigt, dass damit auch industriepolitische Ziele verfolgt werden. Bei einem Besuch von Bundeswirtschaftsminister Sigmar Gabriel in China hatte die Debatte über Chinas Investitionen für spürbare Verstimmung geführt, der in Peking wiederholt „faire Investitionsbedingungen für unsere deutschen Unternehmen angemahnt“ hatte. So auch bei dessen letzten Gespräch mit dem Minister Miao Wei, der Sorgen deutscher Autobauer über Protektionismus bei der Entwicklung von Elektroautos in China zu zerstreuen suchte.
Darüber hinaus ist Miao seit 2017 auch Mitglied der Zentralen Lenkungsgruppen des ZK der KPCh für Internetsicherheit und Informationisierung sowie für Finanzen und Wirtschaft. Auf einem G-20-Gipfel der Digitalisierungsminister in Düsseldorf erklärte er im April 2017 dem Staatssekretär im Bundesministerium für Wirtschaft und Energie Matthias Machnig, dass man den Übergang ins Onlinezeitalter unbedingt gemeinsam regeln müsse. Im Juli 2019 erklärte er auf dem China Development Forum in Peking: „Das Arbeitskräfteangebot nimmt ab, die Arbeitskosten steigen, und wir verlieren unseren Wettbewerbsvorteil in den Niedriglohnindustrien.“ Sein Land wolle sich künftig auf Hochtechnologien und Innovationen fokussieren.